# Jimma Aba Jifar Football Club
O Jimma Aba Jifar Football Club é um clube de futebol sediado em Jimma na Etiópia.

## Títulos
- Campeonato Etíope (segunda divisão): 2016–17
- Campeonato Etíope: 2017–18[2]